# Haut-Mauco
Haut-Mauco település Franciaországban, Landes megyében. Lakosainak száma 991 fő (2022. január 1.). Haut-Mauco Aurice, Bas-Mauco, Benquet, Campagne, Saint-Perdon és Saint-Pierre-du-Mont községekkel határos.

## Népesség
A település népességének változása:
| Lakosok száma | 552  | 621  | 628  | 760  | 897  | 937  | 948  | 970  | 981  | 991  |
|               | 1968 | 1982 | 1990 | 2006 | 2013 | 2015 | 2017 | 2019 | 2020 | 2022 |